# وقفه (فیلم ۲۰۰۳)
وقفه (به انگلیسی: Intermission) فیلمی محصول سال ۲۰۰۳ و به کارگردانی جان کرولی است. در این فیلم بازیگرانی همچون کالین فارل، کیلین مورفی، کلی مکدونالد، کالم مینی، شرلی هندرسون، دیوید ویلمت، مایکل مک‌الاتون و برایان اف. اوبرن ایفای نقش کرده‌اند.